# ديفيد هيغينز (سياسي)
ديفيد هيغينز هو سياسي كندي، ولد في 1760، وتوفي في 1 أبريل 1783 في تشارلوت تاون في كندا.